# Wakana Aoi
Wakana Aoi (葵 わかな, Aoi Wakana), née le 30 juin 1998 à Kanagawa (Japon), est une actrice et chanteuse japonaise,.

## Carrière partielle

### Filmographie

#### Cinéma
- 2013 : Hidamari No Kanojo (陽だまりの彼女?) : Mao Watarai lycéenne
- 2015 : Kuchibiru ni uta o (くちびるに歌を?) : Chinatsu Sekiya
- 2015 : Assassination Classroom (暗殺教室, Ansatsu kyōshitsu?) : Ayaka Saitou
- 2018 : Ao-Natsu (青夏?) : Rio Funami

#### Télévision
- 2017 - 2018 : Warotenka : Ten Kitamura

#### Doublage
- 2019 : Cats : Victoria, le chat blanc (Francesca Hayward)[3]

### Scénographie
- 2019 : Roméo et Juliette : Juliette Capulet
- 2020 - 2023 : Anastasia : Anya
- 2021 : The Prom : Emma Nolan
- 2022 : Pandora's Bell : Hime Onna
- 2022 : The Lion in Winter : Alais
- 2024 : The Good Person of Szechwan : Shen Teh and Shui Ta